# Rádiómúzeum (Kismaros)
Rövid története:
A rádiótörténeti kiállítás először Verőcén nyitotta meg kapuját a látogatók előtt 2009. június 20-án, az önkormányzat épületében. A kiállítást dr. Horváth László a Puskás Tivadar Távközlési és Informatikai Technikum akkori igazgatója nyitotta meg. 
Több évnyi üzemelést követően az épület állaga nagyon leromlott és felújításra szorult. Azonban a felújításra nem került sor, ezért a készülékek több éven keresztül különböző raktárakban álltak. 
2023. december 2-án a Magyar rádiózás napja 98. évfordulóján újra megnyílt, de már Kismaroson a Kossuth utca 43. szám alatt. Ekkor a kiállítást Kóger László a Rádiógyűjtők Magyarországi Klubja Egyesület alapító elnöke, Máthé Sándor a jelenlegi elnök és dr. Horváth László a Puskás Tivadar Távközlési és Informatikai Technikum nyugalmazott igazgatója nyitotta meg.
Célok:
A hazai rádiógyártó ipari örökség közkincsé tétele, muzeális rádióműsor vevő készülék gyűjtése, restaurálása és bemutatása útján. A hazai rádiógyártó ipar kiadványainak gyűjtésével és bemutatásával hozzájárul a rádiógyártó ipari múltjának megőrzéséhez. A múzeum hozzájárul más szervezetek, intézmények közös örökségének ápolásához, valamint a múlt feldolgozásához és közös célú hasznosításához. Elősegíti és támogatja  a kulturális örökség megóvására irányuló, azt elősegítő tevékenységet. Együttműködik minden olyan szervezettel, amelyek célkitűzései azonosak.

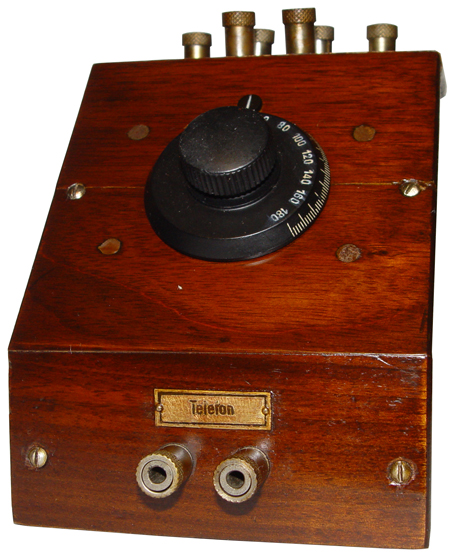
Telefongyár Telon detektoros készüléke

A kiállításon Perneky Sándor magángyűjteményét lehet látni a hazai rádiózás kezdetétől annak megszűnéséig. A kiállítás anyaga folyamatosan bővül, egyre több ritkaságot, máshol nem látható rádiókészüléket is meg lehet tekinteni a kiállításon. A rádiómúzeumot 2015-től a Rádiómúzeum Alapítvány működteti.
A kiállításon megtekinthető készülékek gyártói:
- Audio és Kinotechnikai Vállalat
- BAPO
- BEAG
- BRG - Budapesti Rádió Gyár
- Dénes Testvérek
- EAG
- EAKV
- ECHO
- EKA - Engel Károly Alkatrészgyár N. V. Műszergyára
- EKM
- ELKIS
- EMG - Elektronikus Mérőkészülékek Gyára (Sashalom)
- EMV
- FFMV - Fővárosi Finimmechanikai Vállalt
- FMV - Székesfehérvár
- GANZ
- Gyuber
- HTSZ - Híradástechnikai Szövetkezet
- HTV - Híradótechnikai Vállalat
- Ipari Műszergyár Iklad - IMI
- Medicor
- NIFE
- Norris
- Orion
- Ozafon
- Palace
- Pertrix
- Petőfi TSZ
- Philips
- Radiola
- Rafilm
- RÁVA
- Rádió Felszerelések Gyára
- SAL
- Siemens
- Sinus
- SRT
- Standard
- Sternberg
- SURE - Lengyel István gépészmérnök
- Terta - Telefongyár
- Tonalit
- Tungsram
- Vatea
- VBKM
- Vadásztöltény Csappantyú, Gyutacs és Fémárugyár Rt.
- Videoton
- ZL - Zelenka László Rádiólaboratórium

### Csicsátka Antalszakmai hagyatéka
A Rádiómúzeum gyűjteményében a rádióvevőkészülékek mellett megtekinthető a Kossuth díjas postamérnök Csicsátka Antal szakmai hagyatékának jelentős része. Csicsátka Antalnak tizenhárom szabadalma volt az audió témakörében. Ezek közül a legjelentősebb, melyet a világon mindeütt használnak az FM sztereó adások adása és vétele során. A szabadalma a segédvivős sztereórendszer.

## Együttműködés
A Rádiómúzeum Alapítvány a hazai rádiógyűjtőkkel és intézményekkel folyamatosan építi  ki ez együttműködést. Keresi a lehetséges kapcsolatokat.
Együttműködik és tagja a hazai rádiógyűjtőket törmörító Rádiógyűjtők Magyarországi Klubja Egyesülletnek (RMK-nak).
A svájci székhelyű Radio Museummal szoros együtt működést épített ki.